# Ảnh phản chiếu

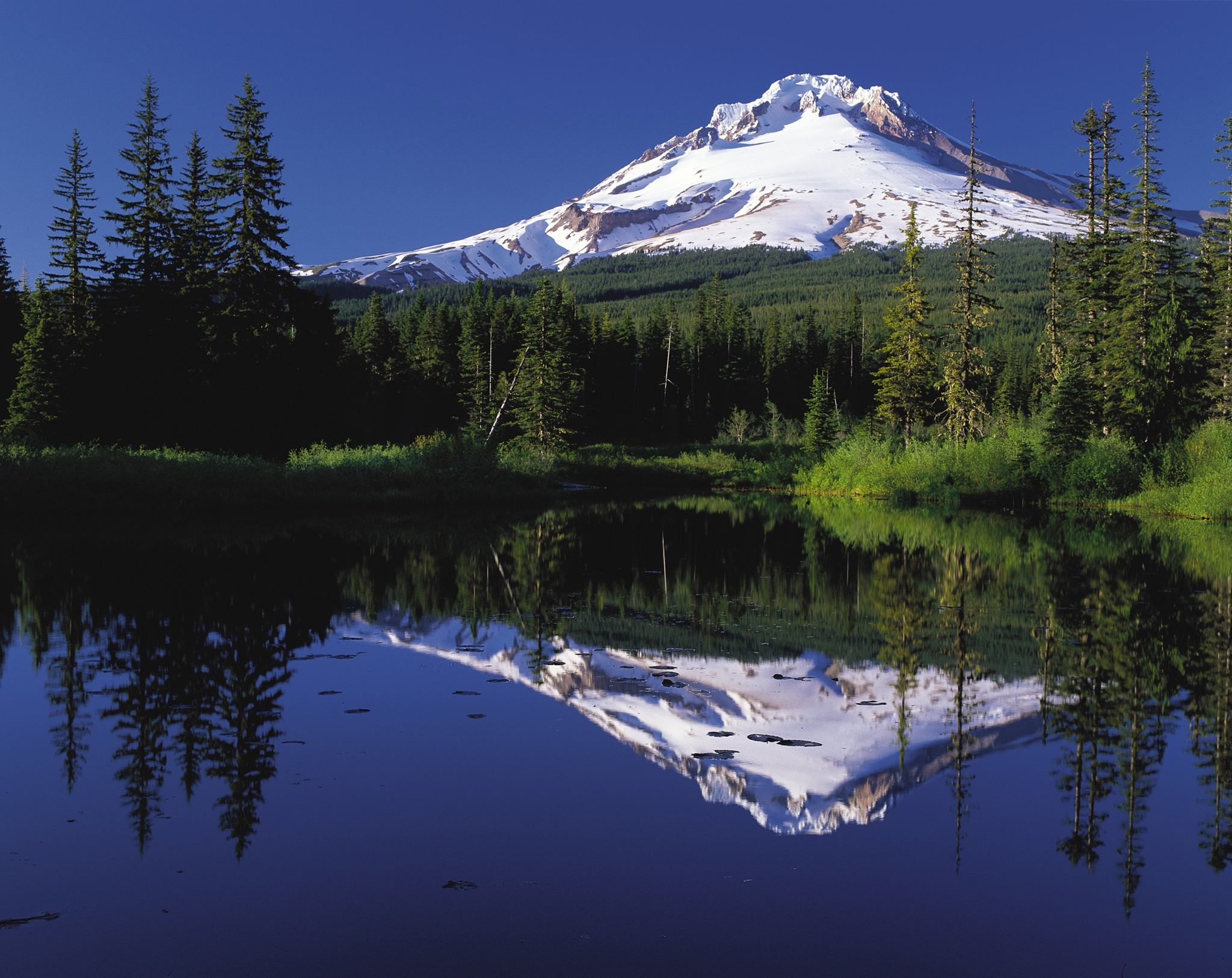
Núi Hood phản chiếu trên mặt nước hồ Mirror, Oregon

Reflection trong tiếng Anh có nghĩa là phản chiếu. Trong nhiếp ảnh, Reflection hay Soi bóng là khái niệm để chỉ những bức ảnh trong đó đối tượng chụp có bóng được phản chiếu qua mặt nước (ao, hồ, biển, sông v.v.), qua kính, gương, bề mặt kim loại hay hợp kim có độ nhẵn bóng cao.
Soi bóng và Đổ bóng được gọi chung là Bóng đổ trong nhiếp ảnh. Cả hai khái niệm này đều nhằm nhấn mạnh đến hình ảnh phản xạ của đối tượng (Soi bóng) hay vùng bóng đối được tạo ra bởi đối tượng chụp (Đổ bóng) hơn là chính bản thân đối tượng đó.

## Trong hình học và quang học hình học

### Trongkhông gian hai chiều

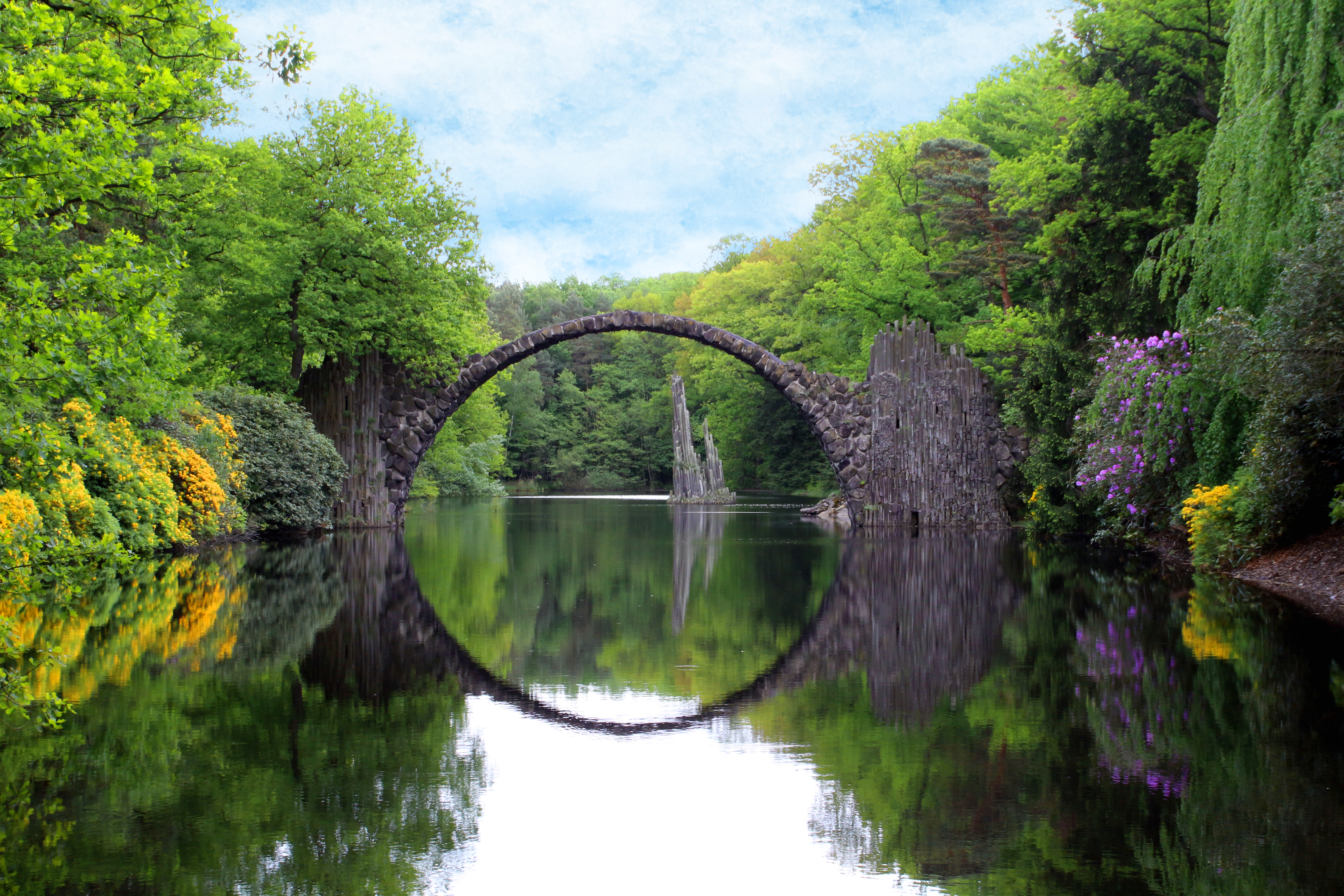
Cầu Rakotz ở Đức và bóng phản chiếu trên mặt nước tạo thành một vòng tròn.

Trong hình học, hình ảnh phản chiếu của một vật thể hoặc hình hai chiều là hình ảnh ảo được hình thành bởi sự phản chiếu trong gương phẳng; nó có cùng kích thước với đối tượng ban đầu, nhưng khác nhau, trừ khi đối tượng hoặc hình có đối xứng phản xạ (còn được gọi là đối xứng P).
Hình ảnh gương hai chiều có thể được nhìn thấy trong các phản chiếu của gương hoặc các bề mặt phản chiếu khác, hoặc trên một bề mặt in nhìn từ trong ra ngoài. Nếu chúng ta nhìn vào một vật thể có hiệu quả hai chiều (chẳng hạn như viết) và sau đó quay nó về phía gương, vật thể sẽ quay qua một góc 180 độ và chúng ta thấy một sự đảo ngược trái phải trong gương. Trong ví dụ này, chính sự thay đổi trong định hướng chứ không phải chính gương gây ra sự đảo ngược quan sát được. Một ví dụ khác là khi chúng ta đứng quay lưng vào gương và đối mặt với một vật thể ở phía trước gương. Sau đó, chúng ta so sánh vật thể với sự phản chiếu của nó bằng cách quay mình 180 độ, hướng về phía gương. Một lần nữa chúng tôi nhận thấy một sự đảo ngược trái phải do sự thay đổi trong định hướng. Vì vậy, trong các ví dụ này, gương không thực sự gây ra sự đảo ngược quan sát được.

### Trongkhông gian ba chiều

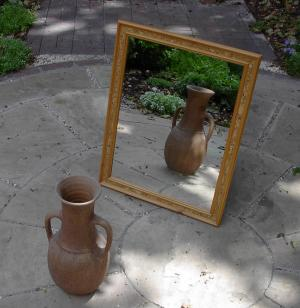
Ảnh phản chiếu qua gương

Khái niệm về sự phản chiếu có thể được mở rộng cho các đối tượng ba chiều, bao gồm cả các phần bên trong, ngay cả khi chúng không trong suốt. Thuật ngữ sau đó liên quan đến các khía cạnh cấu trúc cũng như hình ảnh. Một vật ba chiều được đảo ngược theo hướng vuông góc với bề mặt gương. Trong vật lý, hình ảnh phản chiếu được nghiên cứu trong chủ đề gọi là quang học hình học.
Trong hóa học, hai phiên bản (đồng phân) của một phân tử, một phiên bản "hình ảnh phản chiếu" của phân tử khác, được gọi là chất đồng hóa nếu chúng không phải là "siêu thay thế" (thuật ngữ chính xác, mặc dù thuật ngữ "siêu nhân" cũng được sử dụng) khác Đó là một ví dụ về chirality (hóa học). Nói chung, một đối tượng và hình ảnh phản chiếu của nó được gọi là enantiomorphs.
Nếu một điểm của một đối tượng có tọa độ (x, y, z) thì hình ảnh của điểm này (như được phản chiếu bởi một tấm gương trong mặt phẳng y, z) có tọa độ (- x, y, z). Do đó, sự phản xạ là một sự đảo ngược của trục tọa độ vuông góc (bình thường) với bề mặt của gương. Mặc dù gương máy bay chỉ đảo ngược một vật thể theo hướng bình thường với bề mặt gương, thường có một nhận thứccủa một sự đảo ngược trái phải. Do đó, sự đảo ngược được gọi là "đảo ngược bên". Nhận thức về sự đảo ngược trái phải có lẽ là do bên trái và bên phải của một vật thể được xác định bởi đỉnh và mặt trước của nó, nhưng vẫn còn một số tranh luận về lời giải thích giữa các nhà tâm lý học. Tâm lý của sự đảo ngược nhận thức trái phải được thảo luận trong "Phần lớn về gương" của Giáo sư Michael Corballis (xem "liên kết bên ngoài", bên dưới).
Sự phản chiếu trong gương không dẫn đến sự thay đổi về độ chirality, cụ thể hơn là từ tay phải sang hệ tọa độ tay trái (hoặc ngược lại). Kết quả là, nếu một người nhìn vào gương và để hai trục (hướng lên xuống và phía trước) trùng với những người trong gương, thì điều này sẽ đảo ngược trục thứ ba (trái - phải).
Nếu một người đứng cạnh gương, trái và phải sẽ được đảo ngược trực tiếp bởi gương, vì trục trái phải của người đó là bình thường đối với mặt phẳng gương. Tuy nhiên, điều quan trọng là phải hiểu rằng luôn luôn chỉ có hai hình thù, vật thể và hình ảnh của nó. ado về gương ", đã đề cập ở trên).
Trong bức ảnh của ngọn núi phản chiếu trong hồ (ảnh trên cùng bên phải), sự đảo ngược bình thường đối với bề mặt phản chiếu là rõ ràng. Lưu ý rằng không có mặt trước rõ ràng phía trước hoặc bên trái của ngọn núi. Trong ví dụ về chiếc bình và gương (ảnh bên phải), chiếc bình có mặt trước khá đối xứng (và bên trái - phải). Do đó, không có sự đảo ngược rõ ràng của bất kỳ loại nào có thể được nhìn thấy trong hình ảnh phản chiếu của chiếc bình.
Hình ảnh phản chiếu xuất hiện rõ ràng hơn ba chiều nếu người quan sát di chuyển hoặc nếu hình ảnh được xem bằng cách sử dụng thị giác hai mắt. Điều này là do vị trí tương đối của các vật thể thay đổi khi phối cảnh của người quan sát thay đổi hoặc được nhìn khác nhau với mỗi mắt.
Nhìn qua gương từ các vị trí khác nhau (nhưng nhất thiết phải có điểm quan sát bị giới hạn ở nửa không gian ở một bên của gương) giống như nhìn vào hình ảnh gương 3D của không gian; không có thêm gương chỉ có hình ảnh phản chiếu của nửa không gian trước khi gương có liên quan; nếu có một gương khác, hình ảnh phản chiếu của nửa không gian kia cũng vậy.

#### Ảnh hưởng của gương đến ánh sáng của cảnh
Một tấm gương không chỉ tạo ra một hình ảnh về những gì sẽ có ở đó mà không có nó; nó cũng thay đổi sự phân bố ánh sáng ở nửa không gian phía trước và phía sau gương. Một chiếc gương treo trên tường làm cho căn phòng sáng hơn vì các nguồn ánh sáng bổ sung xuất hiện trong hình ảnh phản chiếu. Tuy nhiên, sự xuất hiện của ánh sáng bổ sung không vi phạm nguyên tắc bảo tồn năng lượng, bởi vì một số ánh sáng không còn lọt vào phía sau gương, vì gương chỉ đơn giản là tái định hướng năng lượng ánh sáng. Về mặt phân bố ánh sáng, hình ảnh phản chiếu ảo có hình dáng bên ngoài và hiệu ứng tương tự như một nửa không gian thực, được bố trí đối xứng phía sau một cửa sổ (thay vì gương). Bóng có thể kéo dài từ gương vào nửa không gian trước nó và ngược lại.. Thuật ngữ sau đó liên quan đến các khía cạnh cấu trúc cũng như hình ảnh. Một vật ba chiều được đảo ngược theo hướng vuông góc với bề mặt gương. Trong vật lý, hình ảnh phản chiếu được nghiên cứu trong chủ đề gọi là quang học hình học.

## Viết gương

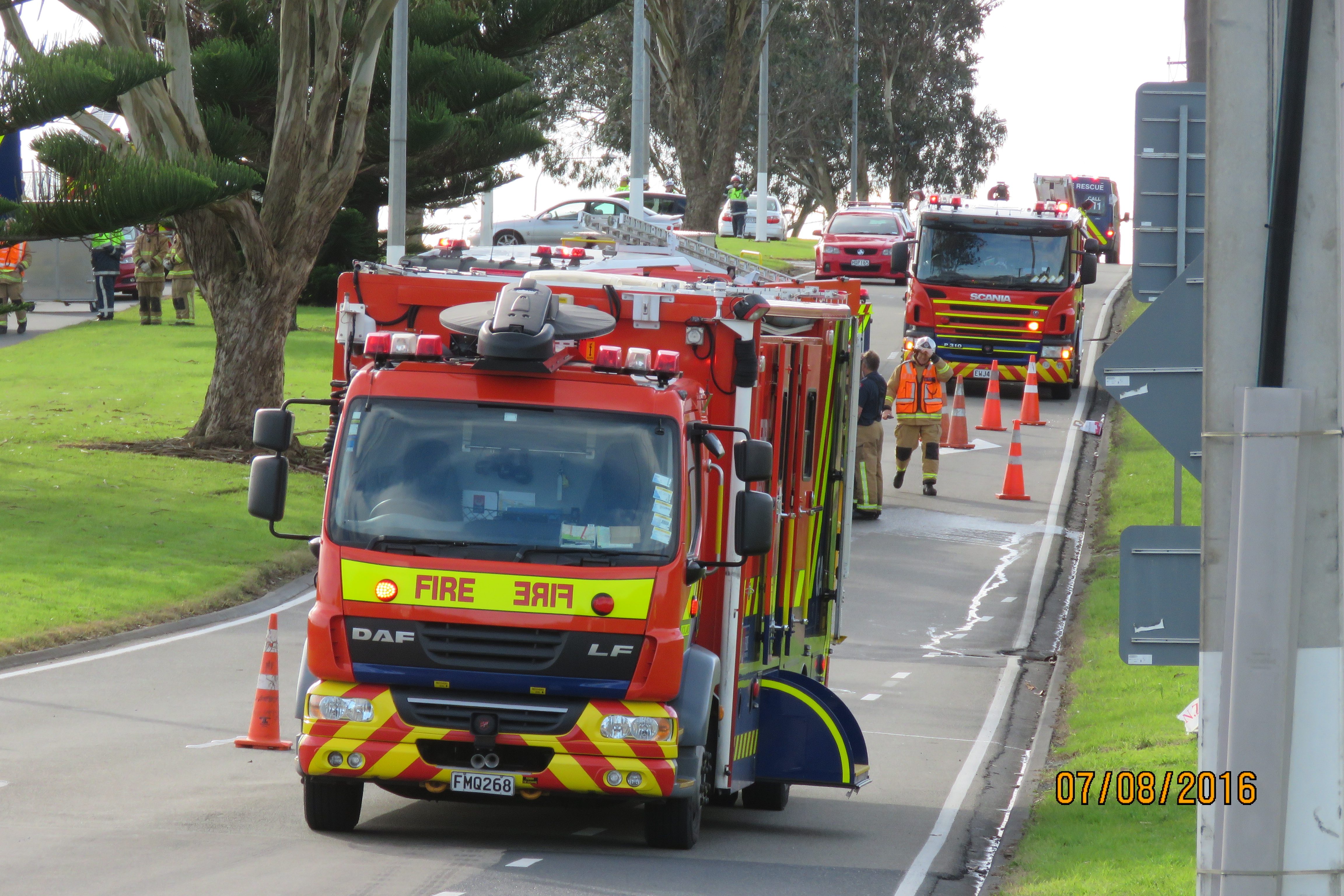
Xe cứu hỏa với chữ viết ngược

Trong gương viết một văn bản được hiển thị chữ ngược có chủ ý trong hình ảnh phản chiếu, để được đọc qua gương. Ví dụ: các phương tiện khẩn cấp như xe cứu thương hoặc xe cứu hỏa sử dụng hình ảnh phản chiếu để được đọc từ gương chiếu hậu của người lái xe. Một số rạp chiếu phim cũng tận dụng việc viết gương trong Hệ thống phụ đề cửa sổ phía sau được sử dụng để hỗ trợ những người khiếm thính xem phim.

## Hệ thống gương
Trong trường hợp hai gương, trong các mặt phẳng ở góc α, nhìn qua cả hai từ khu vực là giao điểm của hai nửa không gian, giống như nhìn vào một phiên bản của thế giới được quay bởi một góc 2α; các điểm quan sát và hướng tìm kiếm mà điều này áp dụng tương ứng với các điểm quan sát qua khung giống như gương thứ nhất và khung ở ảnh gương đối với mặt phẳng thứ nhất, của gương thứ hai. Nếu các gương có các cạnh thẳng đứng thì cạnh trái của trường nhìn là mặt phẳng qua cạnh phải của gương thứ nhất và cạnh của gương thứ hai ở bên phải khi nhìn trực tiếp, nhưng ở bên trái trong gương hình ảnh.
Trong trường hợp hai gương song song, nhìn qua cả hai cùng một lúc giống như nhìn vào một phiên bản của thế giới được dịch bằng hai lần khoảng cách giữa các gương, theo hướng vuông góc với chúng, cách xa người quan sát. Vì mặt phẳng của gương trong đó một mặt nhìn trực tiếp vượt ra ngoài gương kia, nên người ta luôn nhìn vào một góc xiên, và bản dịch vừa được đề cập không chỉ là một thành phần cách xa người quan sát, mà còn là một hướng theo phương vuông góc. Quan điểm dịch cũng có thể được mô tả bằng bản dịch của người quan sát theo hướng ngược lại. Ví dụ, với kính tiềm vọng thẳng đứng, sự dịch chuyển của thế giới cách xa người quan sát và đi xuống, cả về chiều dài của kính tiềm vọng, nhưng sẽ thực tế hơn khi xem xét sự dịch chuyển tương đương của người quan sát: lên và lùi.
Cũng có thể tạo ra một gương không đảo ngược bằng cách đặt hai gương bề mặt đầu tiên ở 90 độ để tạo ra một hình ảnh không bị đảo ngược.